# リュウキュウカラスザメ
リュウキュウカラスザメ Etmopterus bigelowi はカラスザメ科に属するサメの一種。全世界の深度110-1000mの海底か中深層に生息する。カラスザメと種群を形成し、細長い体、大きな頭部、乱雑に並んだ皮歯という共通点がある。67cmに達し、発光器を持つ。卵胎生で餌は小さなイカ・魚・魚卵。IUCNは保全状況を軽度懸念としている。

## 分類
1993年、日本の魚類学者白井滋と立川浩之により、科学誌Copeiaに、カラスザメ種群の分類学的再検討の一環として記載された。 彼らは、カラスザメ E. pusillus にはこれまで認識されていなかった第二の種、E. bigelowiが含まれることを明らかにした。種小名はHenry B. Bigelow（William C. Schroeder・Stewart Springerと共にカラスザメ類の記載に関わった）への献名である。この種群の特徴は、乱雑に並んだ切り株状の皮歯である。

## 分布
全世界の大陸棚・大陸斜面・海嶺・海山で見られる。大西洋ではメキシコ湾・アルゼンチン・西アフリカと南アフリカ沖から、インド太平洋ではオーストラリア・沖縄・天皇海山群・ナスカプレート上から報告されている。外洋にも出現し、中層では110-700m、海底では163-1000mの深度に生息する。他のカラスザメ類と同じように、成体は幼体より深い場所に生息する。

## 形態
最低でも67cmになり、細い体、大きな頭、短い尾を持つ。吻はくさび型で少し平たく、先細りになる。鼻孔は大きく、短い前鼻弁がある。眼は楕円形で眼窩の前方は深く凹む。口の周りに長い溝があり、口角から第一鰓裂までの距離の半分程度まで伸びる。上顎歯列は19-24、下顎は25-39。上顎歯の尖頭は細く、2-4対の小尖頭が隣接する。45cmを超えた雄では小尖頭が増える。下顎歯は滑らかでナイフ状の尖頭を持ち、全ての歯が連動して一枚の刃を構成している。雄で43cm、雌で35cmを越えると歯が直立してくる。
第一背鰭は腹鰭より胸鰭に近く、前部に溝のある棘を持つ。第二背鰭はその1.5倍の大きさで、長くカーブした棘を持つ。胸鰭の先端は丸く、腹鰭は角張る。第一背鰭-胸鰭間と第二背鰭-腹鰭間はほぼ同じ長さである。臀鰭はない。尾柄は細く、尾鰭の下葉は発達して上葉には欠刻がある。平たく切り株状の皮歯は、乱雑で密に並んでいる。背面は茶-灰色、松果体上に淡い点があり、黒い模様が頭部上側面から、胸鰭の下、腹鰭の上を通って尾柄の下まで続いている。他のカラスザメ類のように種に特有の発光器を持つが、明瞭な帯を形成してはいない。カラスザメに似るが、より大型であり、腸の螺旋弁の数が多い(本種は16-19、カラスザメは10-13)ことで区別できる。

## 生態
餌はイカ・小型のツノザメ・ハダカイワシ・魚卵。卵胎生で胚は卵黄栄養で育つ。出生時は全長16cm。雄は全長31-39cm、雌は38-47cmで性成熟する。

## 人との関連
無害で経済価値もないが、深海漁で混獲されて廃棄されている。漁獲圧が高い証拠はなく、分布域も広いことからIUCNは保全状況を軽度懸念としている。